# Beilschmiedia brenesii
Beilschmiedia brenesii är en lagerväxtart som beskrevs av C. K. Allen. Beilschmiedia brenesii ingår i släktet Beilschmiedia och familjen lagerväxter. Inga underarter finns listade i Catalogue of Life.